# Johannes Lipp
Johannes Lipp (* 1979 in Dillingen an der Donau) ist ein deutscher Tubist und Gründungsmitglied des Blechbläserquintetts des Deutschen Symphonie-Orchesters Berlin. 
Lipp bekam seinen ersten Tubaunterricht im Alter von acht Jahren von seinem Vater und wurde bereits zwei Jahre später Landessieger des Wettbewerbs Jugend musiziert. Danach studierte er bei Lothar Uth am Leopold-Mozart-Konservatorium in Augsburg. Lipp spielte beim Landesjugendorchester Bayern, dem Bundesjugendorchester und als Akademist der Münchner Philharmoniker. Er war als Aushilfe bei den Berliner Philharmonikern und dem Symphonieorchester des Bayerischen Rundfunks tätig.
Seit September 2003 ist Lipp Tubist des Deutschen Symphonie-Orchesters Berlin.
2007 gründete er zusammen mit Falk Maertens, Raphael Mentzen, Paolo Mendes und Andreas Klein das Blechbläserquintett des Deutschen Symphonie-Orchesters Berlin.